# Amycle sodalis
Amycle sodalis är en insektsart som beskrevs av Stsl 1861. Amycle sodalis ingår i släktet Amycle och familjen lyktstritar. Inga underarter finns listade i Catalogue of Life.